# Тулу Боло
Тулу Боло — город в провинции Оромия, Эфиопия. На 2011 год население города составляло 17100 человек.
В городе родился известный эфиопский бегун Иман Мерга.